# Lonchura montana
Lonchura montana là một loài chim trong họ Estrildidae.